# بجماليون (فلم 1938)
بجماليون (بالإنجليزية: Pygmalion) هو فيلم كوميدي تم إنتاجه في المملكة المتحدة وصدر في سنة 1938. الفيلم من كتابة جورج برنارد شو.

## ترشيحات وجوائز
| السنة | الحدث  | الفئة     | النتيجة |
| ----- | ------ | --------- | ------- |
|       | أوسكار | أفضل فيلم | ترشـيـح |

## وصلات خارجية
- مقالات تستعمل روابط فنية بلا صلة مع ويكي بيانات